# 雲台觀

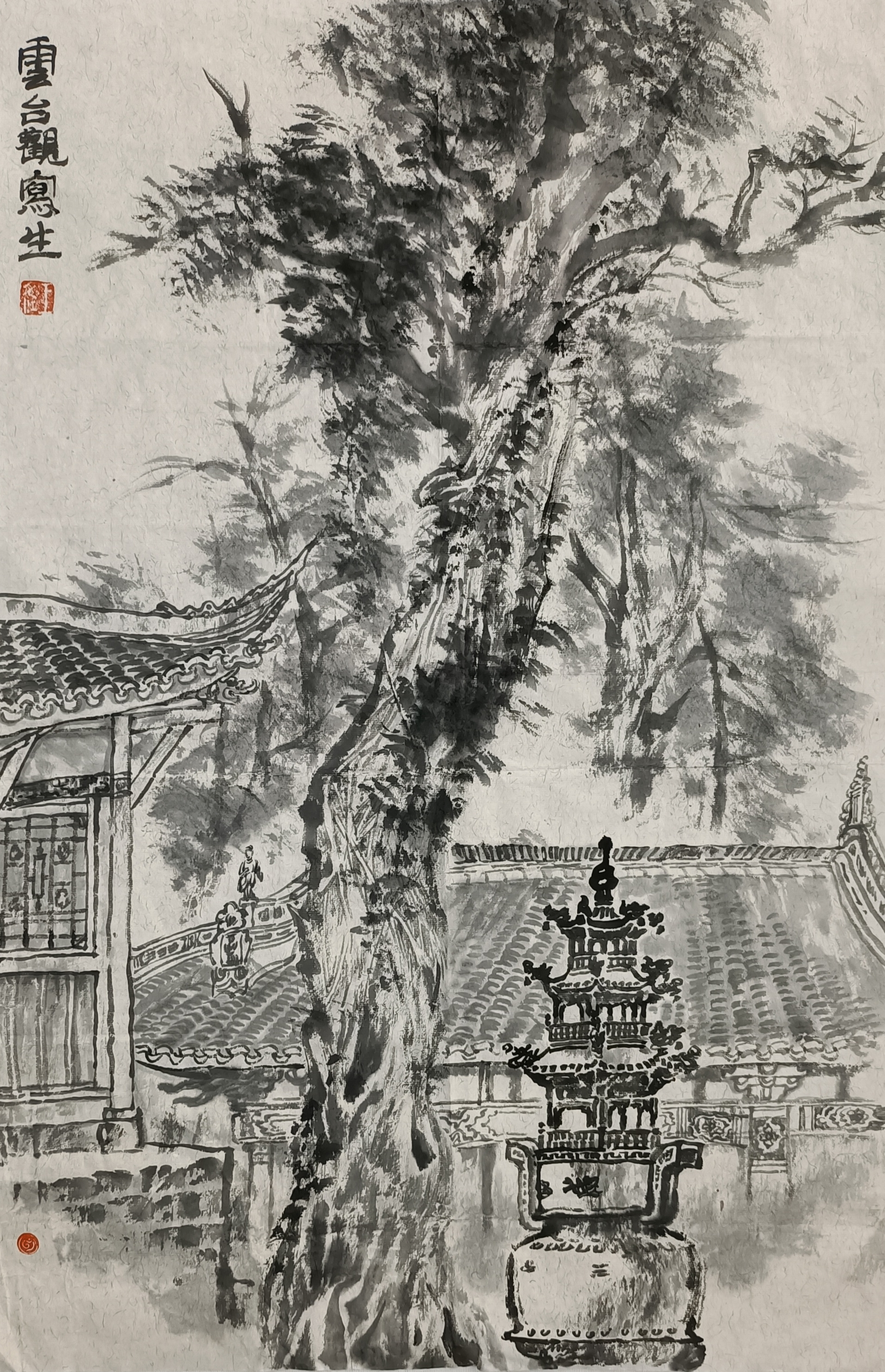
水墨畫中的雲台觀庭院，王久江繪製。

雲台觀是位於四川省三臺縣安居鎮雲台山的道觀，文物遺址年代判定為明、清。1996年9月16日公佈為四川省第四批省級文物保護單位。2013年3月5日列為第七批全國重點文物保護單位。